# إدوارد إل. بدر
إدوارد إل. بدر هو سياسي أمريكي، ولد في 8 يونيو 1874 في فيلادلفيا في الولايات المتحدة، وتوفي في 29 يناير 1927 في أتلانتيك سيتي في الولايات المتحدة بسبب التهاب الزائدة الدودية. نشط حزبياً في الحزب الجمهوري. وقد انتخب عمدة اتلانتيك سيتي, نيوجيرسي ‏.